# Mescal (etichetta discografica)
La Mescal è un'etichetta discografica indipendente italiana, fondata nel 1993 da Luciano Ligabue e Valerio Soave, che si occupa anche di produzione e management per i suoi artisti.

## Storia
La Mescal nacque nel 1993, in forma di società a responsabilità limitata fra Luciano Ligabue e Valerio Soave. L'idea principale del progetto era di produrre e tutelare musicisti emergenti e progetti artisticamente meritevoli ma ignorati dal mercato italiano. La Mescal quindi inizialmente si proponeva come manager di un artista, proponendolo alle etichette discografiche e affiancandolo nella produzione dei suoi lavori che venivano però sostenuti economicamente da altre etichette discografiche.
Il primo album pubblicato fu nel 1994 “Sono note inutili?” di Stefano Belluzzi.
Nel 1995 Luciano Ligabue lasciò la Mescal, pare a causa delle molte critiche ricevute da giornalisti specializzati e dal pubblico, riguardo al guadagno ricavato dal talento di artisti più giovani e meno noti. Valerio Soave rimase così solo, ampliando però l'organico dell'agenzia aggiungendo un ufficio stampa interno che permetteva di promuovere gli artisti in forma complementare alle major che li producevano esecutivamente.
Grazie al successo ottenuto dai suoi artisti la Mescal progressivamente continuò il suo ampliamento al livello interno e nel 1997 diventò un'etichetta indipendente a tutti gli effetti, aprendo sedi anche a Torino, Milano e Bologna.
Negli anni successivi la Mescal è diventata una delle più importanti etichette indipendenti italiane, forse l'etichetta-simbolo della musica indipendente italiana degli anni Novanta, dando vita nel 2001 anche al festival musicale itinerante Tora! Tora!.
Fra gli artisti più noti lanciati dalla Mescal ci sono Afterhours, Bluvertigo, Carmen Consoli, Cristina Donà, La Crus, Massimo Volume, Mau Mau, Modena City Ramblers, Perturbazione, Subsonica, Ermal Meta.
Dal 2003 è attiva anche la divisione Mescal Libri che ha pubblicato varie opere legate alla propria produzione musicale.
Dopo un lungo periodo di operatività limitata, a inizio 2012 la Mescal è tornata in piena attività con artisti come Morgan, Arisa, Mauro Ermanno Giovanardi, Violante Placido, Ron, Moreno, Ermal Meta e vari gruppi emergenti.
Nel 2019 entra nel roster il cantautore Bugo, il quale partecipa al Festival di Sanremo del 2020.
In 20 anni di attività discografica sono stati pubblicati su etichetta Mescal più di 100 album, oltre a libri e DVD.

## Artisti
Gli artisti che hanno, o hanno avuto, un contratto discografico o di management con la Mescal sono:
- Afterhours
- Andrea Mirò
- Andrea Ra
- Antonio Maggio
- Arisa
- Bluvertigo
- Boosta
- Breakfast
- Bugo
- Caravane de Ville
- Carlo Bolacchi
- Carmen Consoli
- Casa del vento
- Cesare Basile
- Cisco
- Cordi
- Cristina Donà
- Dvega
- Diva Scarlet
- Elizabeth
- Ermal Meta
- Estra
- Fabio Cinti
- Fiamma
- Fiamma Fumana
- Francesco-C
- Fratelli di Soledad
- Frontera
- Garbo
- Gary Dourdan
- Jetlag
- La Crus
- La Scapigliatura
- La Sintesi
- Lele Battista
- Lombroso
- Lory Muratti
- Lotus
- Luca Morino
- Ligabue
- Mambassa
- Mao
- Marco Parente
- Mario Venuti
- Massimo Ghiacci
- Massimo Volume
- Mau Mau
- Mauro Ermanno Giovanardi
- Megahertz
- Modena City Ramblers
- Modho
- Monovox
- Moreno
- Morgan
- Motel Connection
- N.A.M.B.
- Nadia & the Rabbits
- Perturbazione
- Pianista Indie
- Pico Rama
- Puertorico
- Riccardo Sinigallia
- Romina Falconi
- Ron
- Simone Cristicchi
- Skiantos
- Soerba
- Stefano Belluzzi
- Subsonica
- Sushi
- Tilt
- Versus
- Viola
- Yo Yo Mundi
- Zibba e Almalibre